# マハラジャ (ゲーム)
『マハラジャ』は、サンソフトが発売したファミリーコンピュータ用ゲームソフト。ジャンルはコマンド選択式アドベンチャーとロールプレイングゲームの要素が融合したものとなっている。

## 概要
インドを舞台にしたオカルト要素が入ったゲームとなっている。
通常画面はコマンド選択式アドベンチャーとなっているが、戦闘シーンはRPGのようなモードとなっている。戦闘後には経験値を得て主人公がレベルアップするロールプレイングゲームの要素が入っている。 

## ゲーム内容
「いどう」、「ステータスをみる」、「もちものをみる」、「くすり・たべもの」、「ぶきのそうび」・「よろいのそうび」・「たてのそうび」、「マントラをつかう」の5種類のコマンドを選択することでゲームを進行していく。
また、密林の中、塔、城の中以外の場所で「セーブする」のコマンドを選択することでセーブが可能となる。
敵キャラクターとの戦闘後に経験値を得ることができ、規定の数値に達するとレベルアップする。レベルは最大30までとなっている。その他に「HP（ヒットポイント）や「MP（マントラポイント）」、「ちから」、「すばやさ」、「おかね」などのデータがある。
規定のレベルに達した際に、シヴァの館に行くことでマントラを習得することができる。マントラはレベル3以降で習得できるようになり、全部で16種類ある。
街には「宿屋」、「武器・防具屋」、「雑貨屋」がある。また、道中である敵キャラクターを倒した後から消費税が導入されるようになり、武器・防具、雑貨などは10％、宿屋の価格は50％増となる。

### マントラ
| No. | マントラ名     | 習得レベル | 効用           | 消費MP | 備考                               |
| --- | -------------- | ---------- | -------------- | ------ | ---------------------------------- |
| 1   | ルドラ         | LV3        | HP回復         | 3      | 回復量は毎回異なる                 |
| 2   | アグニ         | LV5        | 火炎攻撃       | 3      | 攻撃                               |
| 3   | アナンタ       | LV6        | タイムストップ | 4      | 3ターン有効                        |
| 4   | ハレー         | LV7        | 敵を消し去る   | 3      | EXP、Gはもらえない                 |
| 5   | マーヤー       | LV8        | 呪文封じ       | 3      | 敵の呪文を封じる                   |
| 6   | アナンガ       | LV9        | ダメージ軽減   | 6      | 通常攻撃によるダメージ軽減         |
| 7   | ヴァジュラ     | LV10       | 稲妻攻撃       | 5      | 攻撃                               |
| 8   | シャクティ     | LV11       | 敵のHP吸収     | 7      | 固有量のHPを敵から奪う（吸収量小） |
| 9   | チャクラ       | LV12       | 光輪攻撃       | 7      | 光輪円盤攻撃（効果小）             |
| 10  | バイラヴァ     | LV13       | 攻撃補助       | 7      | 光輪円盤攻撃（効果小）             |
| 11  | シャニ         | LV14       | 呪文はね返し   | 6      | 敵の呪文をはね返す                 |
| 12  | マハシャクティ | LV15       | 敵のHP吸収     | 10     | 固有量のHPを敵から奪う（吸収量大） |
| 13  | ブララヤ       | LV17       | 即死           | 7      | 一発必殺                           |
| 14  | サーイルドラム | LV18       | HP回復         | 12     | MAXまでHPを回復                    |
| 15  | チャクラム     | LV20       | 光輪攻撃       | 9      | 光輪円盤攻撃（効果大）             |
| 16  | カルバ         | LV4        | 場所移動       | 1      | 一度来た場所に移動する             |

## ストーリー
主人公は休みを利用してインド旅行へとやって来た。大きな川のほとりに来ると、岸辺に木箱が落ちているのを発見する。近くで修業をしているおじいさんに聞くと、その箱はマハラジャの探していたもので、見つけたものには褒美が与えられるという。そこで主人公は人工湖に浮かぶマハラジャの宮殿へと向かうことになった。

## スタッフ
- プログラム：TAIRA HITOSHI、YUTAROU.
- ストーリー：MORIMURA YOU
- グラフィック：M.P.RUN
- ミュージック：SPOCK
- スペシャル・サンクス：三田隆治
- プロデュース：サンソフト

## 評価
ゲーム誌「ファミコン通信」のクロスレビューでは合計23点（満40点）、「ファミリーコンピュータMagazine」の読者投票による「ゲーム通信簿」での評価は以下の通りとなっており、18.30点（満30点）となっている。
| 項目 | キャラクタ | 音楽 | 操作性 | 熱中度 | お買得度 | オリジナリティ | 総合  |
| 得点 | 3.20       | 3.04 | 2.99   | 3.07   | 2.94     | 3.06           | 18.30 |